# Izotal Cardonal
Izotal Cardonal är en ort i Mexiko.   Den ligger i kommunen Tantoyuca och delstaten Veracruz, i den sydöstra delen av landet, 240 km norr om huvudstaden Mexico City. Izotal Cardonal ligger 143 meter över havet och antalet invånare är 275.
Terrängen runt Izotal Cardonal är platt. Runt Izotal Cardonal är det ganska tätbefolkat, med 72 invånare per kvadratkilometer. Närmaste större samhälle är Tantoyuca, 6,6 km väster om Izotal Cardonal. Trakten runt Izotal Cardonal består till största delen av jordbruksmark.